# Raymond McKee
Raymond McKee (7 de diciembre de 1892 – 3 de octubre de 1984) fue un actor cinematográfico de nacionalidad estadounidense, activo en la época del cine mudo. A lo largo de su carrera actuó en 173 filmes, estrenados entre 1912 y 1935.

## Biografía
Su nombre completo era Eldon Raymond McKee, y nació en Keokuk, Iowa. Debutante en el cine con el film The Lovers' Signal (1912), durante el rodaje de The Unbeliever en 1918, McKee trabajó junto a su futura esposa, Marguerite Courtot. Volvieron a coincidir en 1922 con Down to the Sea in Ships. Casados tras esa película, permanecieron juntos más de sesenta años, hasta la muerte de él en 1984. 
McKee falleció en Long Beach, California, a causa de una neumonía, a los 91 años de edad. Veterano del Ejército de los Estados Unidos, fue enterrado en el Cementerio Nacional Riverside, en Riverside, California, junto a su esposa.

## Selección de su filmografía
- Dobs at the Shore (1914)
- He Wanted His Pants (1914)
- The Servant Girl's Legacy (1914)
- The Honor of the Force (1914)
- She Married for Love (1914)
- The Smuggler's Daughter (1914)
- When the Ham Turned (1914)
- Jealous James (1914)
- Pins Are Lucky (1914)
- The Green Alarm (1914)
- Making Auntie Welcome (1914)
- Worms Will Turn (1914)
- The Kidnapped Bride (1914)
- Long May It Wave (1914)
- A Brewerytown Romance (1914)
- A Tango Tragedy (1914)
- For Two Pins (1914)
- The Particular Cowboys (1914)
- He Won a Ranch (1914)
- Outwitting Dad (1914)

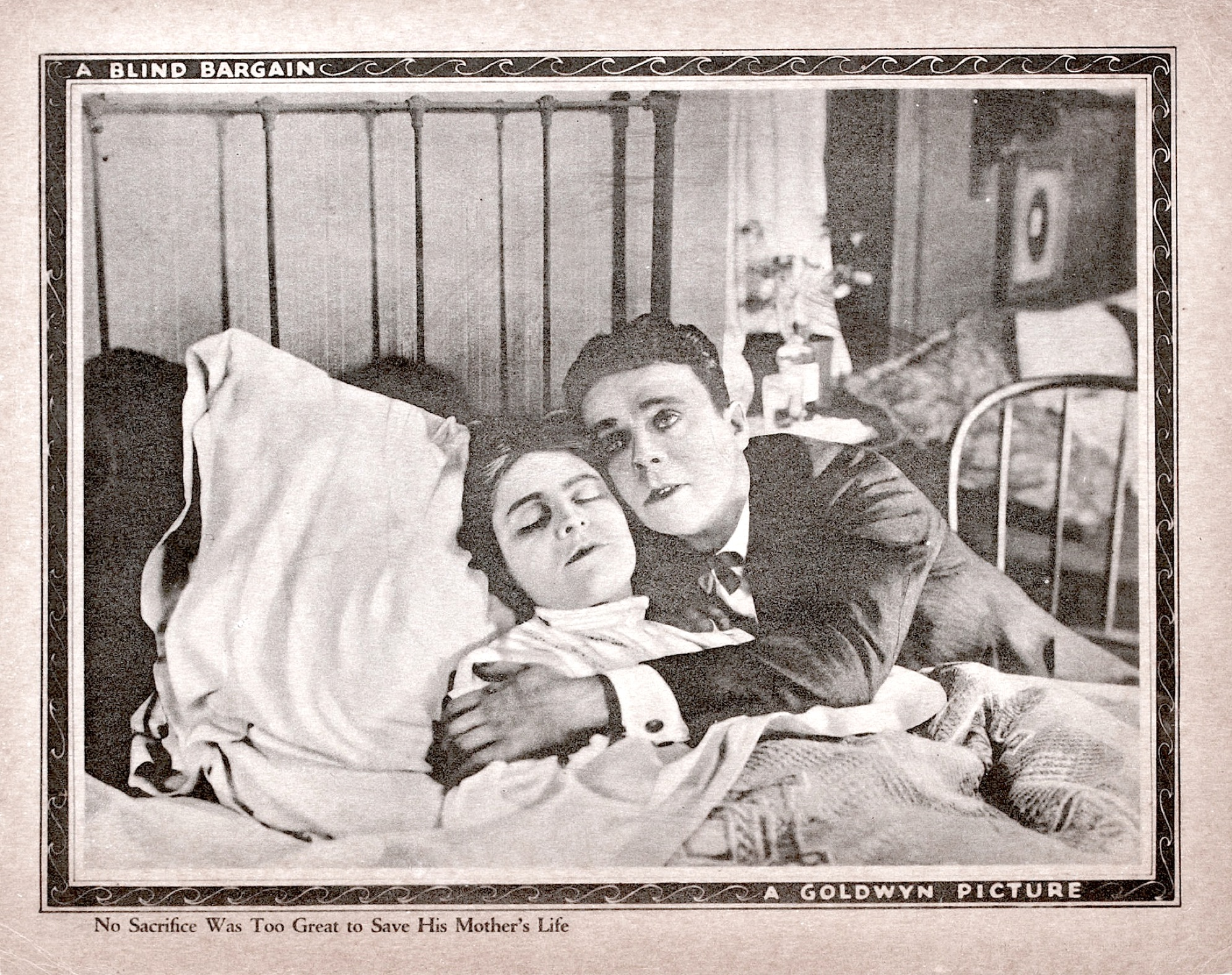
McKee con Virginia True Boardman en A Blind Bargain

- The Simp and the Sophomores (1915)
- Not Much Force (1915)
- Poor Baby (1915)
- What a Cinch (1915)
- Her Choice (1915)
- Capturing Bad Bill (1915)
- A Lucky Strike (1915)
- An Expensive Visit (1915)
- The Prize Baby (1915)
- Shoddy the Tailor (1915)
- They Looked Alike (1915)
- Twin Flats (1916)
- A Maid to Order (1916)
- It Happened in Pikesville (1916)
- Edison Bugg's Invention (1916)
- Where Love Is (1917)
- The Unbeliever (1918)
- Kathleen Mavourneen (1919)
- The Fortune Teller (1920)
- A Blind Bargain (1922)
- Down to the Sea in Ships (1922)
- Three Women (1924)
- Contraband (1925)
- Heart to Heart (1928)
- Frozen River (1929)